# Quercus albicaulis
Quercus albicaulis es una especie del género Quercus dentro de la familia de las Fagaceae. Está clasificada en el Subgénero Cyclobalanopsis; que son robles del este y sureste de Asia. Árboles que crecen hasta 10-40 m de altura. Ellos se diferencian del subgénero Quercus en que tienen bellotas con distintivas tazas teniendo crecientes anillos de escamas, tienen en común las densamente agrupadas bellotas, aunque esto no se aplica a todas las especies.

## Distribución y hábitat
Crece en la China ( Hainan ), a una altitud de entre los 200 a los 600 metros.

## Descripción
Quercus albicaulis es un árbol que puede alcanzar los 30 m de altura. Las primeras ramas son blanquecinas, glabras, cilíndricas, y luego son minuciosamente arrugadas, con lenticelas. Las hojas miden entre 10 a 15 cm de largo, y entre 3 a 6 cm de ancho, oblongo-elípticas a ovales o lanceoladas, algo coriáceas, base redondeada o débilmente cuneada. El ápice acuminado con mayor frecuencia, margen entero o remotamente dentado. El nervio central está superficialmente impresionado anteriormente, con 6 u 8 pares de nervios laterales. Los pecíolos son glabros entre 2 a 2,5 cm de largo. Las flores pistiladas aparecen en octubre, en inflorescencias de 2 a 3 cm de largo. Las bellotas miden 4 cm de largo, y entre 2 a 3 cm de ancho, oblongo, glabras, pecíolo largo, con cúpulas entre 2 a 3 cm de diámetro, con 6 u 8 anillos marrones pálidos pubescentes concéntricos encierran, 1/3 o 1/2 de la núcula redonda, con cicatriz; estilopodio persistente. Las bellotas maduran al cabo de 1 año (fruto en noviembre y diciembre del año después de la floración que se produce en octubre).

## Taxonomía
Quercus albicaulis fue descrita por Chun & W.C.Ko y publicado en Acta Phytotaxonomica Sinica 7(1): 33–35, pl. 11, f. 1. 1958.
Etimología
Quercus: nombre genérico del latín que designaba igualmente al roble y a la encina.
albicaulis: epíteto latíno que significa "con los tallos blancos".
Sinonimia
- Cyclobalanopsis albicaulis (Chun & W.C.Ko) Y.C.Hsu & H.Wei Jen[5][6]